# Leonardo Di Capua
Leonardo Di Capua (Bagnoli Irpino, 10 agosto 1617 – Napoli, 17 giugno 1695) è stato un medico, scienziato e filosofo italiano.

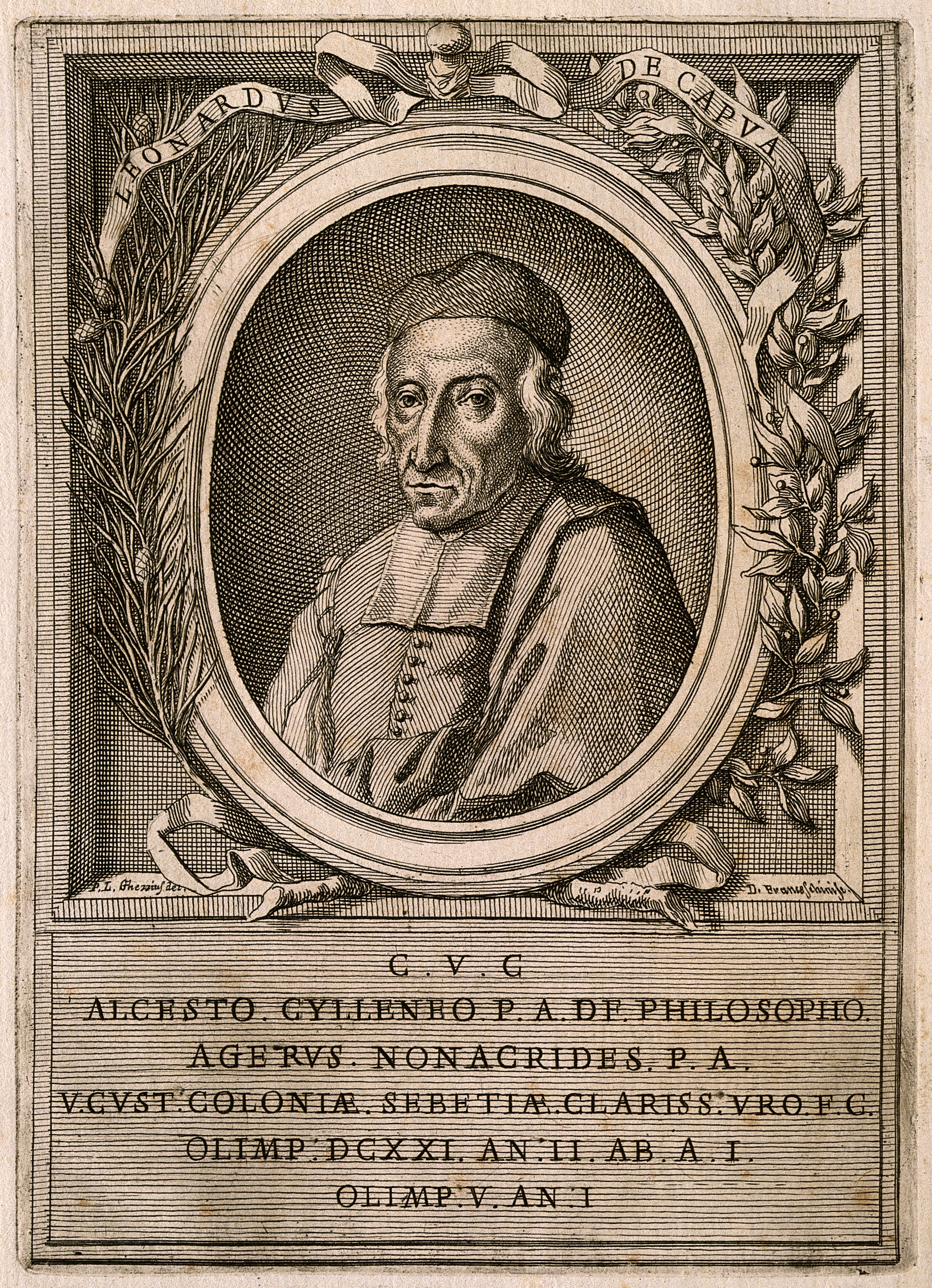
Ritratto di Leonardo di Capua

Impegnato nella ricerca e nella sperimentazione, in antitesi ai vecchi capiscuola come Aristotele, Ippocrate, Galeno ed altri, fu a capo di un'accademia dal nome gli "Investiganti".
Nel 1681 pubblicò il "Parere", sostenendo le idee di chi opponeva la ricerca medica e scientifica al sapere della tradizione. 

## Biografia

### Famiglia e formazione

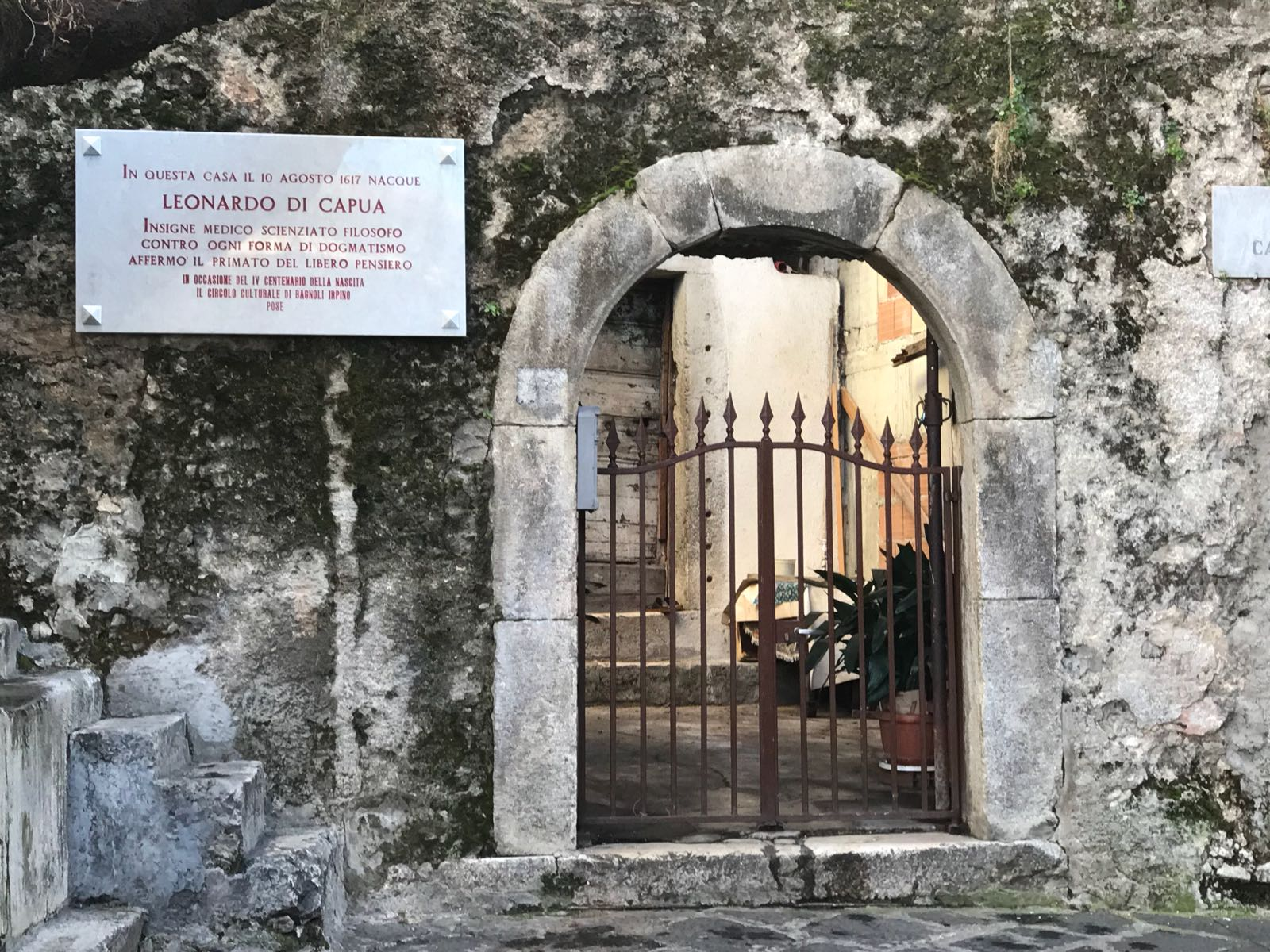
Ingresso del portone della casa di nascita di Leonardo di Capua. Via Carpine, Bagnoli Irpino

Leonardo di Capua nacque a Bagnoli Irpino il 10 agosto 1617 da Cesare e Giovanna Bruno, dei quali fu l'ultimo figlio. Nonostante la famiglia fosse facoltosa, non gli venne assegnato un precettore che lo seguisse negli studi oltre le basi grammaticali. Ad ogni modo, egli si dedicò con passione, sin da giovanissimo, all'approfondimento del latino, del greco e della retorica. Ad undici anni, nel 1628, perse entrambi i genitori e dovette cominciare a provvedere da sé alla sua educazione. Trasferitosi a Napoli per seguire la sorella, frequentò la scuola dei padri della Compagnia di Gesù, studiando per sette anni filosofia e teologia. A diciotto anni si dedicò agli studi giuridici e successivamente alla medicina. Imparò le Istituzioni di Giustiniano, leggendo al tempo stesso anche le osservazioni di Jacques Cujas, testi che segnarono profondamente la sua formazione, come è evidente in vari passaggi del suo "Parere" e nelle sue "Lezioni intorno alla natura delle mofete". All'età di 22 anni si laureò in medicina e fece ritorno a Bagnoli, con l’intenzione di approfondire le sue conoscenze naturali ed anatomiche, effettuando osservazioni dirette su animali vivi sezionati e con il supporto di testi reperiti a Napoli. Proprio in quegli anni prese forma il suo pensiero critico circa l'inadeguatezza del metodo utilizzato sino ad allora in ambito medico. Degli anni di ritiro a Bagnoli non abbiamo ulteriori notizie biografiche. Niccolò Amenta, autore di una sua biografia, ci riferisce anche di una certa attività letteraria, collocabile in questo periodo, di cui, tuttavia, non ci è giunta testimonianza: i suoi testi furono rubati mentre era in viaggio verso Napoli.

### Il trasferimento a Napoli
Intorno ai primi mesi degli anni Quaranta si trasferì definitivamente nella città partenopea. Probabilmente il suo trasferimento fu favorito dalla presenza a Napoli di Tommaso Cornelio, suo amico, il quale vantava una lunga preparazione alla scuola galileiana e indirizzò Di Capua alla ricerca scientifica nella linea segnata da Galileo Galilei e da Cartesio, protagonisti della rivoluzione che la filosofia sperimentale portava all'interno di una cultura legata al passato e in cui vigeva la legge dell'"ipse dixit". Sulla scia di questo fervore intellettuale, Di Capua fondò intorno al 1650 insieme a Tommaso Cornelio, Francesco D'Andrea e Giovanni Alfonso Borelli l'Accademia degli Investiganti, accademia filosofica e scientifica di ispirazione antiaristotelica.

### Vita privata
Di Capua si sposò quando aveva già quarant'anni con Annamaria Orilia, molto più giovane di lui. I due convissero a Napoli dove nacque anche la loro prima ed unica figlia nel 1673, morta appena nata. La sua casa fu spesso luogo, ad ogni modo, di incontri tra gli intellettuali napoletani che facevano capo all'Accademia degli Investiganti. Due anni prima della sua morte, Di Capua ottenne il riconoscimento dal Principe Francesco Carafa, di essere iscritto all'Arcadia di Roma, con il nome di Alessi Cillenio. Tale riconoscimento scaturisce dalla fama e dall'operosità scientifica che ottenne non solo a Napoli, ma in tutta Italia. A causa del suo ruolo di spicco all'interno dell'Accademia e della pubblicazione della sua opera più celebre, il "Parere", fu coinvolto nel "processo agli ateisti", che fu da molti visto come un processo indetto dal tribunale dell'Inquisizione per contrastare il diffondersi delle nuove idee in ambito scientifico e filosofico. Il processo era ancora aperto quando Leonardo Di Capua morì a Napoli il 17 giugno 1695, e fu poi sepolto nella Chiesa di S. Pietro a Majella.

## Leonardo Di Capua e il contesto culturale del Seicento

### L'ambiente culturale a Napoli
Di Capua fu un professionista scrupoloso e un illustre innovatore scientifico nello scenario culturale napoletano della seconda metà del Seicento. Egli dimostrò notevole interesse per le dispute galileiane e i processi contro lo scienziato pisano, che in quegli anni erano al centro delle cronache del mondo politico, religioso e scientifico. In quel periodo Di Capua era anche interessato al pensiero di Giordano Bruno, Tommaso Campanella e Giambattista Della Porta, ma soprattutto era affascinato dalle novità scientifiche a cui lo introdusse il suo amico Tommaso Cornelio, riguardanti i libri e le pubblicazioni dei principali scienziati e filosofi italiani ed europei come Francesco Bacone, Cartesio, William Harvey, Thomas Hobbes, Pierre Gassendi, Daniel Samert, Robert Hooke, Thomas Willis, Robert Boyle.
Tra Tommaso Cornelio e Di Capua sorse una solida amicizia basata su ideali comuni: entrambi non condividevano né l'autoritarismo aristotelico né le vecchie teorie di Ippocrate e di Galeno. Dello stesso pensiero era Giovanni Alfonso Borelli (1608-1679), medico fisico e matematico, ammiratore, anche lui, del metodo di Galileo. Infatti lo sperimentalismo galileiano, basilare nell'attività dell'Accademia del Cimento, influenzò e si congiunse con l'attivismo speculativo degli Investiganti napoletani.
L'ambiente culturale napoletano era dunque vivo e attivo e le librerie di via San Biagio dei Librai divennero centri di raduno intellettuale, in cui si discuteva sulle novità di fisica, astronomia, filosofia e medicina. Di Capua, ancora prima della fondazione dell'Accademia degli Investiganti, aveva già incominciato a contribuire al risorgere della cultura napoletana, partecipando attivamente alle riunioni e ai circoli culturali sorti a Napoli nella seconda metà del Seicento, tra cui quello fondato da Camillo Colonna. In un’ottica del tutto contrastante alla Controriforma della Chiesa cattolica che da circa cinquanta anni aveva preso piede, Napoli diventa il centro della vita letteraria e delle attività scientifico filosofiche, spostando l'attenzione da Firenze a Napoli: si passa dal “Cimento” e dai “Lincei” agli “Investiganti”, dalle Accademie fiorentine e romane a quella napoletana.
Leonardo Di Capua si formò quindi in questa “nuova” Napoli, sotto lo stimolo, l'esempio e l'amicizia di Tommaso Cornelio e Alfonso Borelli, i quali, durante i loro viaggi, erano stati illuminati dall’ “Accademie des Sciences” di Parigi e la “Royal Society” di Londra. È in questo contesto culturale che l’opera di Di Capua “ Il Parere” richiama l’attenzione del famosissimo Francesco Redi e della Regina di Svezia.

### Leonardo Di Capua, Francesco Redi e la Regina di Svezia
Leonardo Di Capua e Francesco Redi erano entrambi scienziati, intellettuali, accaniti osservatori della natura; tutti e due seguivano il metodo sperimentale secondo lo spirito galileiano. Il 21 dicembre 1683 il Redi scrisse a Di Capua una lettera dopo aver letto le sue "Lezioni sulla natura delle mofete", in cui gli manifesta tutta la sua stima e ammirazione. Francesco Redi fu un famosissimo medico, il primo ad effettuare ricerche sul cancro e sulla parassitologia.
L’ammirazione che provava nei confronti del Di Capua era la dimostrazione che quest’ultimo era inserito nell'élite culturale italiana del tempo, anche al di fuori del circuito napoletano, fino al punto che la Regina Maria Cristina di Svezia si interessò vivamente a lui e alle sue idee, comunicandogli il desiderio di conoscere con maggiore chiarezza ed approfondimenti il suo parere sullo stato dell’incertezza della medicina. Di Capua scrisse allora i “Tre Ragionamenti sull'Incertezza dei Medicamenti”.

### Leonardo Di Capua e Giambattista Vico
Nelle sue pubblicazioni Di Capua non fa menzione di Vico, suo devoto alunno, probabilmente in quanto al momento della sua morte il Vico aveva soltanto 25 anni. Di Capua quindi non aveva avuto modo di intuire le capacità intellettuali di Vico, il suo genio raziocinante di storico e di filosofo. Certamente il Vico fu influenzato dalle idee e dalle teorie di Di Capua, che affiorano in alcune orazioni giovanili vichiane (il concetto della divinità presente in tutta la natura). Il Vico, di natura solitaria, fu molto sensibile alle novità scientifiche e filosofiche del tempo, partecipò al movimento culturale napoletano e frequentò la casa Di Capua, che considerava il suo ideale maestro.

## L'Accademia degli Investiganti
Nel 1650 Leonardo Di Capua, Tommaso Cornelio, Francesco D'Andrea, Giovanni Alfonso Borelli fondarono a Napoli l'Accademia degli Investiganti insieme ad altre illustri personalità del mondo scientifico filosofico napoletano. Questa Accademia sorse in uno scenario di fervore intellettuale nuovo, dall'esigenza, quindi, di allontanarsi dalla filosofia aristotelica e dalle teorie di Ippocrate e di Galeno, per abbracciare le nuove teorie rivoluzionarie. Il motto degli Investiganti era una citazione di Lucrezio: "vestigia lustrat" seguito dall'immagine di un cane che segue le tracce e fiuta le impronte, rappresentando a pieno lo sforzo degli Investiganti nella ricerca delle cause alla base dei fenomeni naturali.
L'Accademia fu chiusa per la peste nel 1656. Venne riaperta dal marchese Andrea Conclubet, spinta da una nuova energia vitale: superare l'arretratezza culturale del paese per mettersi al passo con gli altri Stati europei. Gli investiganti si riunivano ogni 20 giorni e non si limitavano alla discussione dei vari argomenti, ma anche alla sperimentazione proprio come gli accademici della Royal Society di Londra e del Cimento. Alla riapertura dell'Accademia, quindi, le prime lezioni furono tenute dal Di Capua su argomenti di natura scientifica. Altre lezioni ebbero come argomento l'anima, la fisiologia e l'embriologia. Si eseguirono anche esperimenti di fisica, meccanica e idromeccanica in situ, cioè nei luoghi dove certi fenomeni si verificavano (per esempio nella grotta del cane di Pozzuoli, nota per i fenomeni mefitici).
Le nuove teorie degli Investiganti determinarono una reazione nel mondo del conservatorismo gesuitico, che sfociò nella fondazione di un'Accademia antagonista: l'"Accademia dei Discordanti", guidata dai famosi medici Carlo Pignatari e Luca Tozzi (1638-1717). Quest'ultimo fu primo medico del Regno di Napoli, professore alla Sapienza e in seguito alla morte di Marcello Malpighi, nel 1695, gli venne affidata la carica di archiatra pontificio. Da allora i contrasti tra le due Accademie si moltiplicarono a tal punto che il viceré Pedro Antonio de Aragón dispose di chiudere entrambe le Accademie. In seguito Di Capua riaprì una sua scuola, dando prova della sua convinzione sulla fondatezza delle sue teorie e sul desiderio di trasmettere queste verità agli alunni. Questo periodo rappresenta un momento di massima notorietà del pensiero culturale a capo di Di Capua, tanto che, il viceré spagnolo Ferdinando Gioacchino Faiardo indisse un congresso, in cui diversi medici dovettero esprimere il proprio parere per ciò che concerne lo stato delle teorie medico scientifiche oggetto di disputa. Fu così che, in occasione del convegno, Di Capua compose il suo "Parere Divisato in otto ragionamenti..", che ottenne notevoli riconoscimenti oscurando il conservatorismo cattolico dei suoi detrattori.

## Opere

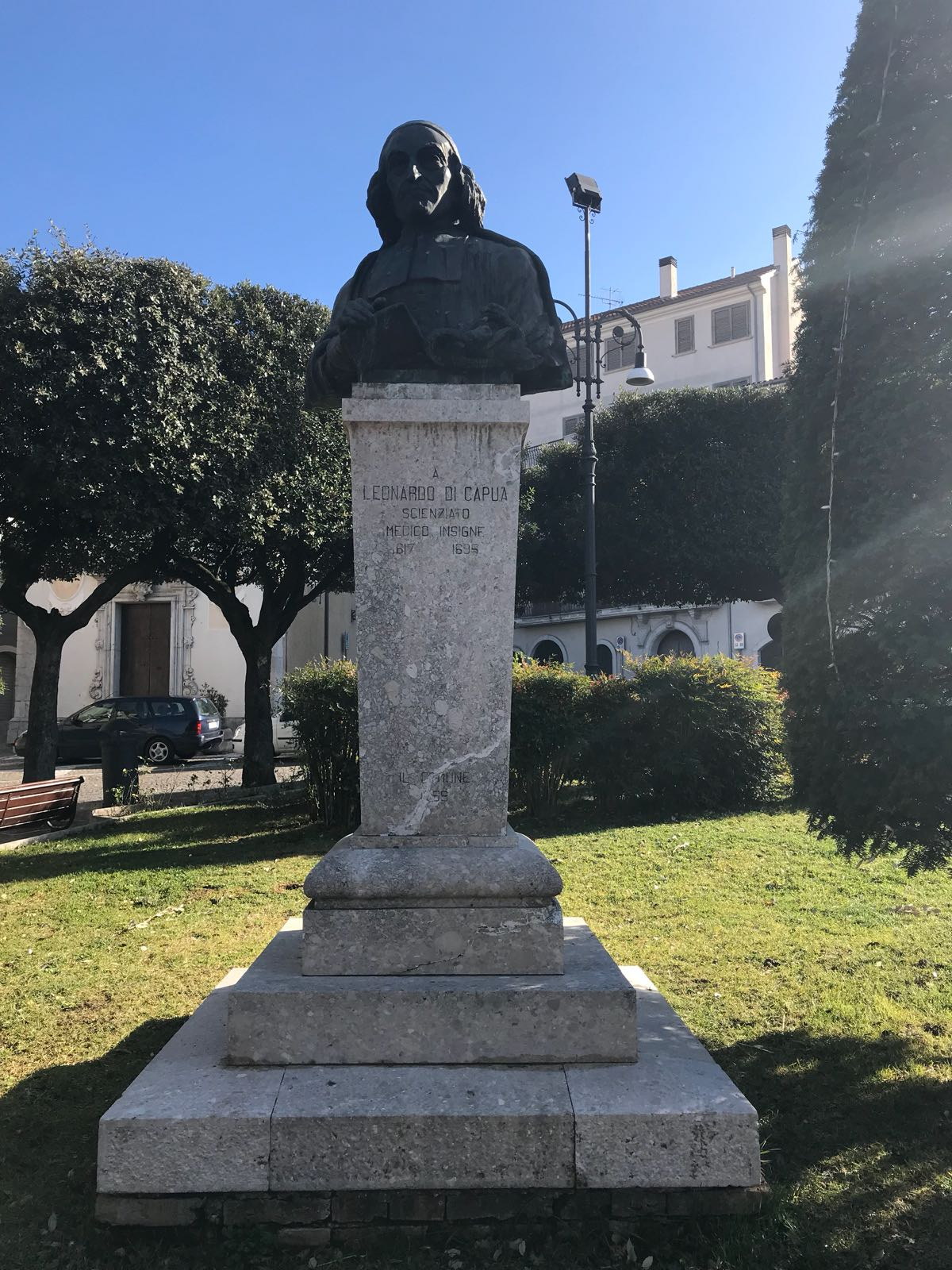
Busto del Di Capua in Piazza Leonardo Di Capua, Bagnoli Irpino.

### Stile ed idee
Nonostante il Seicento, secolo del barocco, avesse come personaggio di spicco a Napoli Giambattista Marino (1569-1625), ritenuto dai suoi contemporanei un genio poetico di grandezza insuperabile, Di Capua si dichiarò nettamente antimarinista, in quanto la sua mentalità era di natura critica, analitica e scientifica. Di Capua si formò nel pieno delle dispute letterarie tra marinisti e tradizionalisti di stampo petrarchista, come Fulvio Testi, Vincenzo da Filicaia e Alessandro Guidi. In quell'epoca predominava il trecentismo linguistico, perorato da Pietro Bembo e codificato nel famoso Vocabolario della Crusca, che Leonardo Salviati dettò e di cui nel solo Seicento esistevano ben 3 edizioni. La notorietà, l'autorità, il peso culturale di questo nuovo dogma della lingua italiana ebbe una notevole presa su Di Capua grazie anche alla sua predilezione per la poesia di Petrarca. Poiché i petrarchisti del Seicento erano considerati “antiquari” dai marinisti, Di Capua stesso venne etichettato come un antiquario, in quanto purista linguistico e seguace della tradizione dei dettami dell’Accademia della Crusca. Di fatto, tuttavia, egli sosteneva principi rivoluzionari di scienza, seppur mediati da un linguaggio ormai "arcaico". A questo proposito dice Mario Puppo
(Mario Puppo)
Questa citazione sottolinea l'aspetto conservatore del Di Capua, riferito esclusivamente al linguaggio da lui usato, tipico del purismo letterario petrarchesco. In contrasto con questo atteggiamento letterario antiquario, Di Capua fu senza dubbio un rivoluzionario in ambito scientifico nello scenario culturale napoletano. La sua produzione letteraria è, dunque, caratterizzata nel complesso da una forte contraddizione tra il "nuovo" del suo pensiero scientifico ed il "vecchio" della lingua da lui scelta.

#### Produzione poetica
L'opera poetica di Leonardo Di Capua è costituita da duemila sonetti, due tragedie: "Il martirio di Santa Tecla" e "Il martirio di Santa Caterina", alcune commedie, una favola a sfondo idilliaco e altri scritti vari. Di questa produzione non abbiamo testimonianza a causa del furto subito dal Di Capua in viaggio verso Napoli. I sonetti, tanto nella forma quanto nel contenuto, sono di imitazione petrarchesca. La stesura di questi ultimi, inoltre, è collocabile al periodo dell'adolescenza e, pur non potendolo affermare con certezza, è lecito intuire che la sua cosiddetta produzione poetica non abbia potuto assurgere ad alte cime, considerata anche la sua indole disposta più allo studio dei fenomeni e al razionalismo che all'aspetto psicologico o ai fattori emotivi. Le opere drammatiche sono, al contrario, ispirate al modello di Gian Battista Della Porta.

#### Il "Parere"
Il Parere del Sig. Lionardo di Capua divisato in otto ragionamenti è indubbiamente l'opera più importante di Leonardo Di Capua, pubblicata a Napoli per la prima volta nel 1681, ristampata nel 1689 e ancora nel 1695 con l'inclusione delle Lezioni intorno alle mofete. In questo testo Di Capua parte dalla pretesa di dimostrare "quanto vana, quanto priva di ogni salda dottrina fosse la filosofia di Aristotele", rivendicando un rinnovamento culturale , un bisogno di liberarsi dagli eccessi del potere politico ed ideologico di alcune posizioni. Proprio a causa di questo "spirito di rivolta" rintracciabile nel testo fu intentato un processo contro Di Capua da parte dei Gesuiti, capitanati da De Benedictis, che si svolse a Napoli tra il 1688 e il 1697. Nel Parere, tuttavia, più che negare il pensiero di Aristotele nel campo della conoscenza, egli intendeva contestare l'atteggiamento di coloro che ne avevano adottato in maniera eccessivamente pedissequa il metodo. La posizione da lui presa è tutta in favore della rivalutazione delle scienze e di un approccio nei confronti di queste che non sia statico, bensì critico anche nei confronti della tradizione. La medicina in particolare è una scienza che non può fondarsi, a suo parere, su nozioni incontestabili, ma deve piuttosto essere costantemente messa in discussione, pur mantenendosi nei limiti dell'esperienza e della "debole ragione".Nell'opera, comprensiva di otto ragionamenti, viene anche delineata la figura ideale del "buon medico", il quale deve essere allo stesso tempo anche amante della filosofia e buon conoscitore della geometria.
Su esplicita richiesta della Regina di Svezia, agli otto ragionamenti iniziali, nel 1689, Leonardo Di Capua aggiunse un'appendice al "Parere":  "Ragionamenti intorno all'incertezza dei medicamenti." In entrambe le opere Di Capua finisce con il constatare lo stato dubbioso tanto della medicina quanto della terapia e come proprio il loro caratteristico elemento di imprevedibilità, anche in quanto soggette agli elementi umani, rendano impossibile una conoscenza del tutto obiettiva di una malattia.

#### "Lezioni sulla natura delle mofete"
Quest'opera, pubblicata a Napoli nel 1683, riprende i concetti già esposti nel "Parere" sull'aria, concepita come anima dell'universo.Anche nella descrizione e nello studio delle mofete, fenomeni naturali caratterizzati dall'uscita di anidride carbonica, vapore acqueo e altri gas da terreni di origine vulcanica, Leonardo Di Capua rivela le sue attitudini alla razionalità, alla dimostrazione obiettiva di ogni evento fisico, sostenendo come la conoscenza di un fenomeno debba essere fondata sul metodo sperimentale.

#### "Vita di Andrea Cantelmo"
Nel 1693 viene pubblicata a Napoli l'ultima opera di Leonardo di Capua, una biografia del condottiero Andrea Cantelmo, il quale militò nell'esercito di Ferdinando II D'Austria e a cui veniva attribuita l'invenzione delle mine volanti e di un tipo di pistola a ripetizione con 25 colpi. La biografia diventa il pretesto per l'autore per far affiorare la sua concezione sull'individuo, sull'uomo, sui giochi della fortuna, sulla dialettica tra gli avvenimenti storici riguardanti l'uomo come personalità unica ed individuale e l'intreccio dello svolgimento degli eventi.